# Gonzalo Barrios (jeux vidéo)
Pour les articles homonymes, voir Gonzalo Barrios et Barrios.
Gonzalo Raúl Barrios Castro, né le 17 avril 1995, connu aussi sous le pseudonyme de ZeRo, est un joueur professionnel chilien de la série de jeu de combat Super Smash Bros.

## Carrière
ZeRo se fait connaître dans les compétitions du jeu Super Smash Bros Brawl. Parmi ses débuts, Il participe en janvier 2014 à l'Apex 2014 où il se classe deuxième, perdant en finale contre Nairoby "Nairo" Quezada. Il remporte l’année d’après l’édition 2015 de l’Apex, où il gagne la finale face à Dabuz.
Il se met à jouer de manière compétitive au jeu Super Smah Bros for Wii U dès la sortie du jeu en novembre 2014, participant au Sky’s Smash 4 invitational en novembre 2014 où il se classe troisième.
Après ce tournoi, il commence une série de victoires aux compétitions jeu Super Smash Bros for Wii U auxquelles il participe. Entre novembre 2014 et juin 2015, il remporte 56 tournois à la suite, dont 43 sans perdre un seul match. Son incroyable série s’achève lors des MLG Worlds Finals le 18 juin 2015, où il perd en finale contre son rival Nairo.
Durant sa série de victoires, Alex Jebailey, directeur du tournoi CEO, et Chris Brown, propriétaire du site SmashBoards, offrent en mai 2015 une prime de 500 dollars à qui éliminera ZeRo de l’édition 2015 du CEO se tenant en juin 2015.
En juillet 2015, ZeRo remporte le tournoi de Super Smash Bros for Wii U dans l’édition 2015 de l’EVO, sans perdre un seul match. Il se fait sponsoriser peu après par l’organisation Team SoloMid.
En février 2016, il se retire temporairement de la scène compétitive de Super Smash Bros en raison d'une blessure au doigt. Il revient en mai 2016 avec sa participation au tournoi Get On My Level, au Canada, où il finit en deuxième position, perdant en finale contre Elliot "Ally" Carroza-Oyarce. En 2017, il remporte le CEO, un des plus grands tournois mondiaux de Super Smash Bros..
Après la sortie de Super Smash Bros. Ultimate, ZeRo arrête la compétition.

## Vie personnelle, allégations deviolence sexuelle& fin de partenariats
En parallèle de la compétition, ZeRo gère une chaîne YouTube où il publie des conseils et son avis personnel sur différents sujets en rapport avec Super Smash Bros for Wii U. Il possède également une chaîne Twitch où il joue à divers jeux.
Le 3 juillet 2020, ZeRo a annoncé qu'il se retirait de la compétition professionnelle à la suite d'allégations d'envoi de messages sexuels à des mineurs lorsqu'il avait 19 ans, et qu'il mettait également fin à tous ses parrainages,. Il s'agit notamment d'un incident survenu en 2014, où ZeRo a demandé à "Katie", une jeune fille de 14 ans à l'époque, de se masturber avec des glaçons et de prendre des photos. Il a par la suite avoué que l'incident était vrai et qu'il connaissait son âge, mais affirme que la deuxième victime à qui il a parlé plus tôt en 2014, " Laura ", a menti sur son âge. ZeRo a ensuite fait une déclaration sur YouTube, affirmant qu'il est désolé et qu'il suit une thérapie. Le jour suivant, Tempo Storm a annoncé qu'elle rompait ses liens avec ZeRo, Facebook a fait de même le 5 juillet, et Twitch le 23 juillet,. Lorsque Inven Global a demandé au PDG de l'équipe, Andrey "Reynad" Yanyuk, s'il voyait "un monde dans lequel ZeRo est capable de se réhabiliter et de réintégrer Tempo Storm d'une manière ou d'une autre", il a répondu :
"Je ne sais pas, je n'aime pas spéculer sur l'avenir. Je prends les choses un jour après l'autre, vous savez ? Je pense que ZeRo est une personne très différente aujourd'hui de celle qu'il était lorsqu'il a écrit quelques messages Skype à 19 ans. Je pense qu'il a beaucoup évolué au cours des dernières années, ce que j'ai pu constater personnellement, et je suis donc optimiste quant à sa capacité à se rétablir."
Après des mois de silence, le 23 mars 2021, la femme de ZeRo, Vanessa, a annoncé sur Twitter qu'il avait fait une tentative de suicide et qu'il avait été envoyé pour des soins supplémentaires après avoir été traité dans un hôpital. Le 26 avril 2021, Barrios a informé la communauté qu'il s'était rétabli avec succès de l'hôpital et qu'il n'avait pas l'intention de faire une nouvelle tentative de suicide. Le 16 novembre 2021, ZeRo a téléchargé une vidéo sur YouTube, déclarant qu'il reprenait la création de contenu et se rétractait de ses précédents engagements. Le 30 novembre 2021, ZeRo a poursuivi Jisu pour diffamation à la suite de ces allégations, ce qui a été critiqué par ce dernier.